# L'anticristo
L'anticristo este un film de groază italian din 1974 regizat de Alberto De Martino. Rolurile principale sunt interpretate de actorii Carla Gravina, Mel Ferrer, Arthur Kennedy, Umberto Orsini, Alida Valli, Remo Girone, Anita Strindberg și George Coulouris.
Este considerat în general ca un Mockbuster al filmului Exorcistul, un film american cu tematică similară și cu mult succes, lansat anul precedent. L'anticristo este un film idol.

## Prezentare
O tânără paralizată devine posedată de Diavol după ce o ședință de hipnoză - menită să-i vindece dizabilitatea - trezește accidental amintiri din viața ei anterioară de vrăjitoare.

## Distribuție
- Carla Gravina - Ippolita Oderisi
- Mel Ferrer - Massimo Oderisi
- Arthur Kennedy - Cardinalul Ascanio Oderisi
- Remo Girone - Filippo Oderisi
- Umberto Orsini - Dr. Marcello Sinibaldi
- Alida Valli - Irene
- George Coulouris - Father Mittner
- Anita Strindberg - Greta
- Mario Scaccia -  mistic
- Lea Lander - Mariangela
- Ernesto Colli - om posedat